# Valter Attila
Valter Attila (Budapest, 1998. június 12. –) magyar országútikerékpár-versenyző, a 2020-as Tour de Hongrie győztese, a 2024-es párizsi Olimpia országúti kerékpár versenyének 4. helyezettje, a Jumbo Visma kerékpárosa. Az első magyar kerékpárversenyző, aki a Grand Tourok valamelyikén megkülönböztető trikót viselhetett. 2019 óta az UCI férfi országúti kerékpáros ranglistáján minden év végén a legeredményesebb magyar versenyzőként volt jegyezve.

## Pályafutása
Pályafutását szülővárosában kezdte, ahol amatőrként 2017-ig versenyzett. 2015-ben a mountain bike Európa-bajnokságon csapatban hatodik lett. A 2016-os junior mountain bike vb-n hetedik lett. A 2017-es országúti világbajnokságon az U23-as mezőnyversenyt feladta. A 2017-es Tour de Hongrie-n a hegyi pontversenyben harmadikként végzett.
2018-ban lett profi kerékpáros, a Pannon Cycling Team csapat színeiben a 2018-as Tour de Hongrie-n ő lett a legeredményesebb magyar versenyző és a hegyi összetettben második helyen végzett a lengyel Patryk Stosz mögött. 2018 októberében a lengyel CCC fiókcsapata, a CCC Development Team kötött vele profi szerződést.
A 2019-es Tour de Hongrie-n összetettben a harmadik helyen végzett a lett Krists Neilands és honfitársa, Dina Márton mögött. Júniusban időfutam-bajnok lett a felnőttek országos mezőnyében. A mezőnyversenyben harmadik lett. Egy hónappal később szakaszt nyert a 45. alkalommal megrendezésre kerülő Alisca Bau Gemenc Nagydíjon. Augusztusban szintén szakaszgyőzelmet ünnepelhetett a Tour de l'Avenir elnevezésű országúti kerékpárosversenyen, amit a sportágban a fiatalok Tour de France-ának is neveznek. Szeptemberben indult az U23-as korosztálynak kiírt világbajnokságon, ahol az időfutamban balesetet szenvedett, és bár ennek ellenére folytatta a versenyt, ott az 54. helyen végzett, a mezőnyversenyben 33. lett. 2019 decemberében a Magyar Kerékpáros Szövetség őt választotta az év férfi országúti kerékpárosának.
2020-tól a CCC Pro Team tagjaként folytatta pályafutását. Csapata nevezte volna a rangos Giro d’Italia olasz körversenyre, azonban azt a koronavírus-járvány miatt elhalasztották. A Gran Piemontén 10. helyen, a Giro di Lombardián az időlimiten kívül ért a célba. Augusztusban második helyen végzett az országos bajnokság időfutamában. Szeptember 2-án megnyerte a 2020-as Tour de Hongrie-t, ezzel ő lett tizenöt év után az első hazai győztese a magyar körversenynek. Emellett megnyerte a hegyi pontversenyt és egy szakaszt is. Az országúti világbajnokság mezőnyversenyében a 76. helyezést érte el. Szeptember végén bejelentették, hogy 2021-től két évig a Groupama–FDJ versenyzője lesz.
Bodrogi László 2007-es Vuelta indulása után ő lett a következő magyar versenyző, aki egy háromhetes körversenyen szerepelhetett, miután a CCC Team csapatában indult a 2020-as Giro d’Italián. Valter a legjobb eredményét a 20. szakaszon érte el. A magashegyi szakaszon végig az esélyesek csoportjában tekert és 1:48 hátránnyal a kilencedik helyen érkezett a célba. Összesítésben másfél órás hátránnyal a 27. helyre sorolták. A fiatalok versenyében a 11. helyen végzett.
Eredményei szakaszonként a 2020-as Giro d’Italián
| Szakasz            | 1   | 2   | 3   | 4   | 5   | 6   | 7   | 8   | 9   | 10  | 11  | 12  | 13  | 14  | 15  | 16  | 17  | 18  | 19  | 20  | 21  |
| ------------------ | --- | --- | --- | --- | --- | --- | --- | --- | --- | --- | --- | --- | --- | --- | --- | --- | --- | --- | --- | --- | --- |
| Szakasz helyezés   | 90. | 44. | 49. | 82. | 33. | 29. | 72. | 23. | 18. | 32. | 60. | 46. | 39. | 24. | 34. | 60. | 38. | 79. | 64. | 09. | 41. |
| Összetett helyezés | 90. | 41. | 42. | 40. | 33. | 31. | 29. | 28. | 28. | 22. | 22. | 22. | 22. | 21. | 22. | 24. | 24. | 29. | 29. | 27. | 27. |

Új csapatában, a Groupama–FDJ-ben a 2021-es UAE Touron mutatkozott be, ahol 39. lett. Márciusban a Katalán körversenyen szerepelt. Itt az ötödik szakaszon nyolcadikként érkezett a célba, majd az utolsó napon harmadik lett. Összesítésben a 38. helyen végzett. Ezt követően a Tour of Alpson szerepelt és a 27. helyen zárt.
A 2021-es Giro d’Italián negyedik szakaszán a hatodik helyen végzett, és átvette a vezetést a 25 év alattiaknak kiírt versenyben, ezzel pedig jogosult lett rá, hogy felvegye a vonatkozó ranglista élén állót illető fehér trikót. Korábban sohasem fordult elő, hogy magyar kerékpáros a három nagy háromhetes körverseny (Tour de France, Giro d’Italia, Vuelta) valamelyikén kiérdemelte volna valamelyik megkülönböztető trikót. A hatodik szakaszt követően Valter átvette a vezetést összetettben (rózsaszínű trikó, "Maglia rosa"), ezzel az első magyar lett a kerékpársportban, aki a három nagy háromhetes körverseny valamelyikén az összetett ranglista élén állt. Az összetett versenyben három, a fiatalok versenyében öt szakaszon át vezetett. A verseny végén az összetett versenyben 14.-ként, a 25 éven aluliak értékelésében hatodikként rangsorolták.
Eredményei szakaszonként a 2021-es Giro d’Italián
| Szakasz            | 1   | 2    | 3   | 4  | 5   | 6   | 7   | 8   | 9   | 10  | 11  | 12  | 13  | 14  | 15  | 16  | 17  | 18  | 19  | 20  | 21  |
| ------------------ | --- | ---- | --- | -- | --- | --- | --- | --- | --- | --- | --- | --- | --- | --- | --- | --- | --- | --- | --- | --- | --- |
| Szakasz helyezés   | 95. | 135. | 52. | 6. | 78. | 12. | 36. | 29. | 25. | 27. | 30. | 23. | 57. | 32. | 48. | 21. | 59. | 56. | 16. | 25. | 42. |
| Összetett helyezés | 95. | 94.  | 64. | 5. | 4.  | 1.  | 1.  | 1.  | 5.  | 5.  | 13. | 12. | 12. | 12. | 11. | 13. | 16. | 15. | 14. | 15. | 14. |

Ezt követően a június közepi országos bajnokságon indult először versenyen. Az egyéni időfutamban második lett. A tokiói olimpia mezőnyversenyében bár az időlimiten túllépve teljesítette a távot, eredményét a hivatalos rangsorban nem értékelték.
2022-ben a Strade Bianchén, az egyik legfontosabb egynapos versenyen negyedik helyezést ért el, amely nem csak Valternek volt egyéni rekord, de ilyen szintű egynapos versenyeken a legjobb magyar eredmény is.
2022-ben megszerezte első magyar országúti kerékpár-bajnoki címét is. Augusztus végén bejelentette, hogy a következő évtől 2025 végéig a Team Jumbo–Visma versenyzője lesz.
A 2024-es párizsi olimpián az egyéni időfutamban a 22. helyen végzett. A mezőnyversenyben 4. helyen ért célba a Párizsban második aranyérmét nyerő belga Remco Evenepoel, valamint az egyaránt hazai pályán szereplő Valentin Madouas és Christophe Laporte mögött.
2024-ben megalapította a Grinta Kft-t, mely átvette a már korábban is forgalmazott VA márkájú ruhákat árusító webáruházat. Augusztusban Grinta Bike & Café néven kerékpárbolt–kávézót nyitott a budai Horvát utcában.
2024 augusztusában indult a Vueltán, amelyen a 25. helyen zárt összesítésben. Valter lett 2007, Bodrogi László után az első magyar kerékpáros, aki egy évben két Grand Tour-viadalon is részt vett.

## Díjai, elismerései
- Az év magyar kerékpárversenyzője (2019, 2020,[39] 2021,[40] 2022,[41] 2023,[42] 2024[43])
- Az év magyar országúti kerékpárversenyzője: 2024[44]